# Villeneuve-Saint-Georges
Pour les articles homonymes, voir Villeneuve, Saint-Georges, Saint Georges et Georges.
Villeneuve-Saint-Georges est une commune française située dans le département du Val-de-Marne, en région Île-de-France.

## Géographie

### Situation
Villeneuve-Saint-Georges est une ville de la Brie située au sud du département du Val-de-Marne, limitrophe de l'Essonne, en banlieue sud-est de Paris
Villeneuve se situe à 16 kilomètres au sud de Paris. La Seine la sépare de la commune de Villeneuve-le-Roi.

### Communes limitrophes
Les communes limitrophes sont Valenton, Montgeron, Crosne, Vigneux-sur-Seine, Choisy-le-Roi, Orly et Villeneuve-le-Roi.

### Relief et géologie
La ville a une superficie de 8,75 km2 ou de 875 hectares.
Le plus haut point s'élève à 91 m d’altitude et le plus bas à 30 m.

### Hydrographie

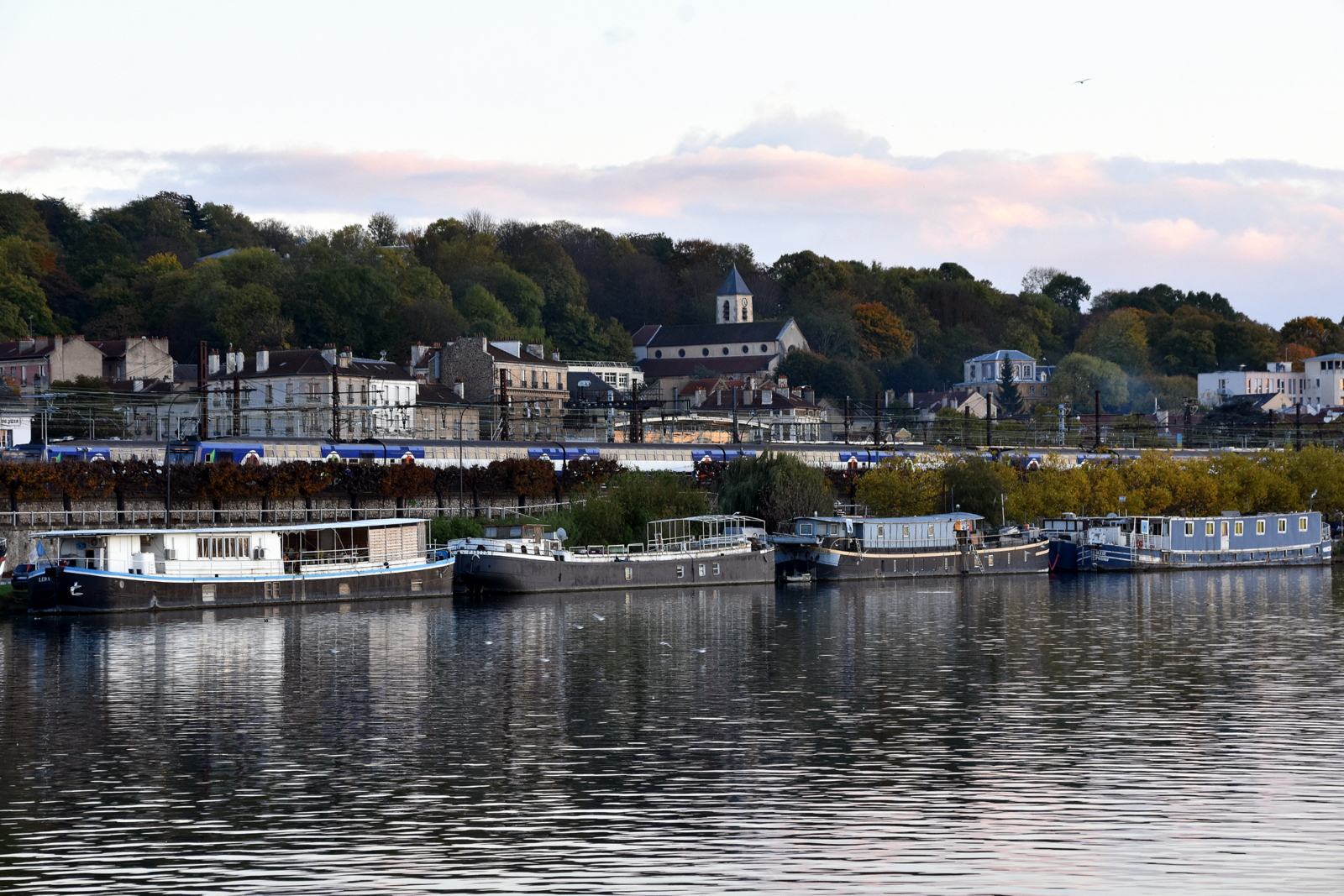
Les quais de Seine à Villeneuve-Saint-Georges

Deux cours d'eau traversent Villeneuve :

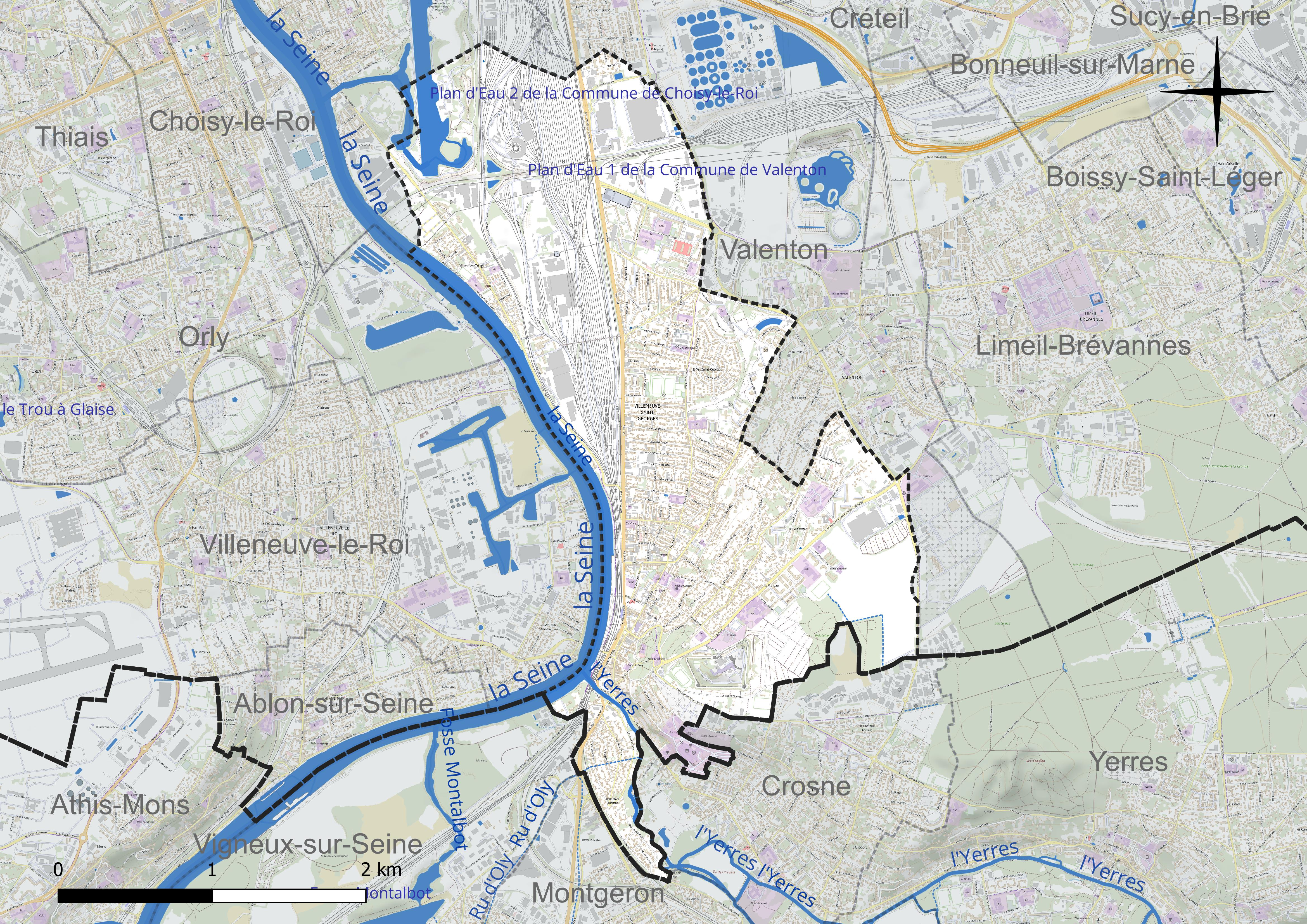
Carte hyudrographique de la commune.

- la Seine qui, au Moyen Âge, pouvait être traversée à pied au gué de Villeneuve. Il y aurait eu trois ponts sur la Seine : le premier pont était en pierre, le deuxième était le pont suspendu construit par Marc Seguin[3], endommagé pendant la Seconde Guerre mondiale puis détruit et enfin le pont actuel, le pont de Villeneuve-le-Roi[4] ;
- l’Yerres, qui prend sa source au sud-ouest de Coulommiers, longue de 88 km, se jette dans la Seine à Villeneuve-Saint-Georges[1]. L'Yerres est traversée par un pont construit au XIXe siècle, la nationale 6 et les chemins de fer. Le SyAGE a été créée pour l'assainissement de la région de Villeneuve-Saint-Georges et notamment l'Yerres. Parmi ses créations, la liaison Verte des bords de l'Yerres et du Réveillon grâce à laquelle l'Yerres pourra être longée à pied de Varennes-Jarcy à Villeneuve-Saint-Georges (38 km)[5].

### Climat
Pour des articles plus généraux, voir Climat de l'Île-de-France et Climat du Val-de-Marne.
En 2010, le climat de la commune est de type climat océanique dégradé des plaines du Centre et du Nord, selon une étude du CNRS s'appuyant sur une série de données couvrant la période 1971-2000. En 2020, Météo-France publie une typologie des climats de la France métropolitaine dans laquelle la commune est exposée à un climat océanique altéré et est dans la région climatique Sud-ouest du bassin Parisien, caractérisée par une faible pluviométrie, notamment au printemps (120 à 150 mm) et un hiver froid (3,5 °C).
Pour la période 1971-2000, la température annuelle moyenne est de 11,6 °C, avec une amplitude thermique annuelle de 15,3 °C. Le cumul annuel moyen de précipitations est de 668 mm, avec 11,2 jours de précipitations en janvier et 7,8 jours en juillet. Pour la période 1991-2020, la température moyenne annuelle observée sur la station météorologique la plus proche, située à Limeil-Brévannes à 3 km à vol d'oiseau, est de 12,5 °C et le cumul annuel moyen de précipitations est de 656,1 mm,. Pour l'avenir, les paramètres climatiques de la commune estimés pour 2050 selon différents scénarios d'émission de gaz à effet de serre sont consultables sur un site dédié publié par Météo-France en novembre 2022.
| Mois                                  | jan.         | fév.             | mars        | avril         | mai           | juin        | jui.           | août        | sep.          | oct.            | nov.          | déc.            | année    |
| ------------------------------------- | ------------ | ---------------- | ----------- | ------------- | ------------- | ----------- | -------------- | ----------- | ------------- | --------------- | ------------- | --------------- | -------- |
| Température minimale moyenne (°C)     | 2,2          | 2,2              | 4,3         | 6,4           | 10,1          | 13,3        | 15,3           | 14,8        | 11,5          | 8,7             | 5,1           | 2,7             | 8        |
| Température moyenne (°C)              | 4,9          | 5,7              | 8,8         | 11,7          | 15,4          | 18,7        | 20,8           | 20,6        | 16,8          | 12,8            | 8,2           | 5,3             | 12,5     |
| Température maximale moyenne (°C)     | 7,7          | 9,2              | 13,4        | 16,8          | 20,7          | 24,1        | 26,5           | 26,4        | 22,2          | 17              | 11,3          | 8               | 16,9     |
| Record de froid (°C) date du record   | −12 08.01.10 | −11,6 07.02.1991 | −8 01.03.05 | −3 06.04.21   | 0 06.05.19    | 4 12.06.05  | 7,5 04.07.1990 | 7 21.08.14  | 3 25.09.02    | −3,5 30.10.1997 | −9 24.11.1998 | −9,5 29.12.1996 | −12 2010 |
| Record de chaleur (°C) date du record | 16 13.01.04  | 22 27.02.19      | 26 31.03.21 | 28,5 25.04.07 | 32,5 28.05.17 | 37 27.06.11 | 40 31.07.20    | 41 06.08.03 | 33,5 14.09.20 | 29 01.10.11     | 22 06.11.18   | 18 16.12.1989   | 41 2003  |
| Précipitations (mm)                   | 49,9         | 46,3             | 46,4        | 48,2          | 66,7          | 56,1        | 55,2           | 60          | 49,1          | 56,1            | 56,6          | 65,5            | 656,1    |

### Milieux naturels et biodiversité
Il existe plusieurs parcs et bois à Villeneuve :
- le parc de Beauregard, site inscrit à l'Inventaire des sites pittoresques ;
- le parc de Chevrette, où se trouvait le château de Chevrette ;
- le parc départemental de la Saussaie Pidoux ;
- le square Dupleix, derrière le château de Bellevue ;
- le square de la mairie ;
- le square de l'Europe ;
- les bois Cobert et des Carrière ;
- les bords de l'Yerres et de la Seine.

## Urbanisme

### Typologie
Au 1er janvier 2024, Villeneuve-Saint-Georges est catégorisée grand centre urbain, selon la nouvelle grille communale de densité à sept niveaux définie par l'Insee en 2022.
Elle appartient à l'unité urbaine de Paris, une agglomération inter-départementale regroupant 407  communes, dont elle est une commune de la banlieue,,.
Par ailleurs la commune fait partie de l'aire d'attraction de Paris, dont elle est une commune du pôle principal,. Cette aire regroupe 1 929 communes,.

### Occupation des sols

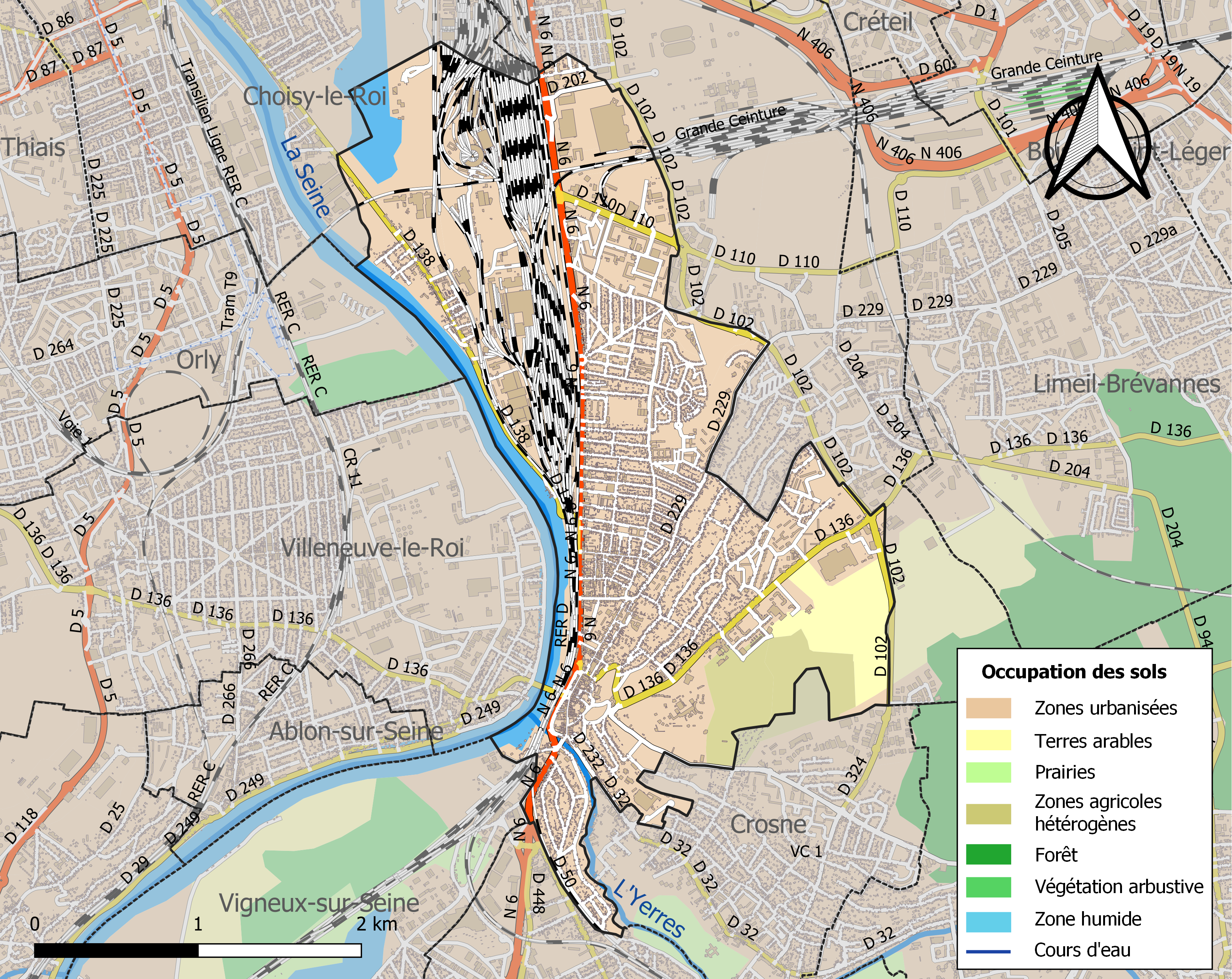
Carte des infrastructures et de l'occupation des sols de la commune en 2018 (CLC).

### Morphologie urbaine
Villeneuve est divisée en deux parties principales : la partie du plateau, où se trouvent le fort et l'église Saint-Georges, qui domine Villeneuve et la plaine, avec les ensembles d'habitations comme les HBM, le Foyer villeneuvois, le quartier Nord…

#### Quartiers
Villeneuve est divisée en sept quartiers :
- Centre : situé au sud de la ville et bordé par la Seine, il regroupe de nombreux petits et moyens commerces et entreprises. Se tient le mercredi et samedi le marché principal de la ville. C'est par ce quartier qu'on peut accéder à la gare de Villeneuve-Saint-Georges. La population du centre-ville est très fortement issue de l'immigration. Le quartier du centre bénéficie du programme national de revitalisation des quartiers anciens dégradés (PNRQAD)[16] ;
- Blandin/Belleplace : quartier majoritairement pavillonnaire à la limite de Montgeron et de Crosne où se trouvent le Centre hospitalier intercommunal de la ville. Le quartier est occupé par de nombreux gens du voyage sédentarisés. On peut y voir le moulin de Senlis (commune de Montgeron) et le château de Belleplace du XVIIe siècle ;
- Villeneuve-Triage : desservi par la gare de Villeneuve-Triage, le quartier et cette gare doivent leur nom à la gare de triage la jouxtant : elle fut l'une des plus grandes d'Europe mais est actuellement à l'abandon. Ce quartier, très isolé du reste de la ville compte tenu de sa position (Seine à l'ouest, gare de triage à l'est) abrite l'une des dernières guinguettes du département. Une passerelle piétonne permet de rejoindre la place Berlioz et la rue de Paris depuis Villeneuve-Triage ;
- le Plateau/Hauts de Villeneuve : situé à l'est de la ville sur une partie du plateau de Brie, cette partie de Villeneuve possède une large diversité panoramique : des grands ensembles (Bois Matar/Cité SNCF) classés en quartier prioritaire, aux pavillons, en passant par des sites remarquables (château de Beauregard, église Saint-Georges…). On y trouve un lycée polyvalent (François -Arago) et le fort de Villeneuve qui abrite jusque 2023 le centre de formation des sapeurs-pompiers de Paris. Le quartier prioritaire du Bois Matar a fait l'objet d'une réhabilitation de 2012 à 2015 ;
- le val Saint-Georges : quartier pavillonnaire limitrophe de Valenton et du parc départemental de la Saussaie-Pidoux (13 ha) ;
- le quartier Nord : comme son nom l'indique, se trouve au nord de la commune à proximité de Pompadour et déborde sur Valenton à l'est. Il est constitué en grande partie de grands ensembles (Graviers, Sellier, La Passerelle, Guynemer, Thimmonier) classés en quartier prioritaire mais aussi de quelques pavillons. Ce quartier est actuellement en grande phase de réhabilitation des structures. Certaines parties de ce quartier ont pour code postal celui de  Valenton en raison de la géographie du quartier ;
- le val Pompadour : (Villeneuve/Valenton) prolongement de la ZAC de Créteil du même nom. Principalement industriel avec de grandes enseignes (Conforama, Lapeyre…).

### Habitat et logement
En 2021, le nombre total de logements dans la commune était de 13 856, alors qu'il était de 13 355 en 2016 et de 12 764 en 2011.
Parmi ces logements, 92,1 % étaient des résidences principales, 0,6 % des résidences secondaires et 7,3 % des logements vacants. Ces logements étaient pour 27,8 % d'entre eux des maisons individuelles et pour 68,5 % des appartements.
Le tableau ci-dessous présente la typologie des logements à Villeneuve-Saint-Georges en 2021 en comparaison avec celle du Val-de-Marne et de la France entière. Une caractéristique marquante du parc de logements est ainsi la faible proportion des résidences secondaires et logements occasionnels (0,6 %) par rapport au département (2 %) et à la France entière (9,7 %).
| Typologie                                               | Villeneuve-Saint-Georges | Val-de-Marne | France entière |
| ------------------------------------------------------- | ------------------------ | ------------ | -------------- |
| Résidences principales (en %)                           | 92,1                     | 92,1         | 82,2           |
| Résidences secondaires et logements occasionnels (en %) | 0,6                      | 2            | 9,7            |
| Logements vacants (en %)                                | 7,3                      | 5,8          | 8,1            |

La commune respecte les obligations qui lui sont faites par l'article 55 de la loi SRU de disposer d'au moins 25 % de son parc de résidences principales constitué de logements sociaux

#### Habitations à bon marché «Anatole France»
Dans l’entre-deux guerres, la crise du logement se fait durement sentir. Pour y remédier des habitations à bon marché (HBM) sont construites. À Villeneuve-Saint-Georges, le conseil municipal du 3 avril 1927, décide l’acquisition du terrain sis avenue Anatole-France, lieu-dit « l’Orme sainte Marie » ; les architectes sont Jean-Charles Moreux et Roger Ginsburger.
Les quatre premiers immeubles sont mis en location en mars 1929. Une deuxième tranche de huit immeubles est disponible à la fin de l’année 1930. Enfin, un troisième groupe de cinq immeubles met ses logements en location dans le courant de l’année 1932. « Le village des "H. B" est né ».

#### HBM «Triage»
Dans le même esprit social qui a conduit à la construction des premiers HBM, le quartier de Triage voit s'ouvrir le 20 février 1933 les travaux de construction de trois immeubles comprenant quatre-vingt-quinze logements et deux boutiques, auxquels s'ajoutent cinquante boxes et un lavoir pour répondre aux besoins d'une population alors en constante augmentation.

### Voies de communication et transports

#### Transports en commun

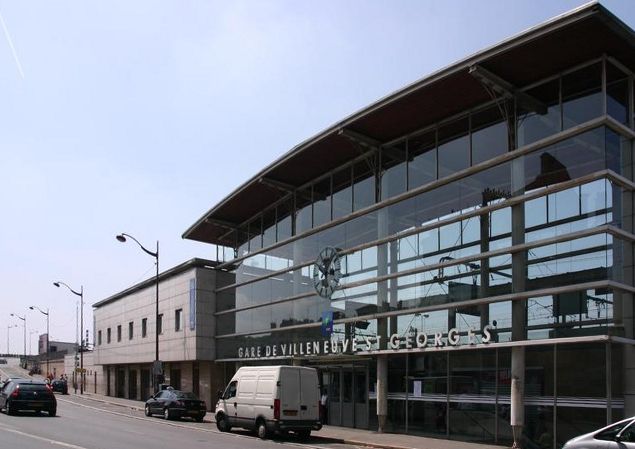
La gare de Villeneuve-Saint-Georges.

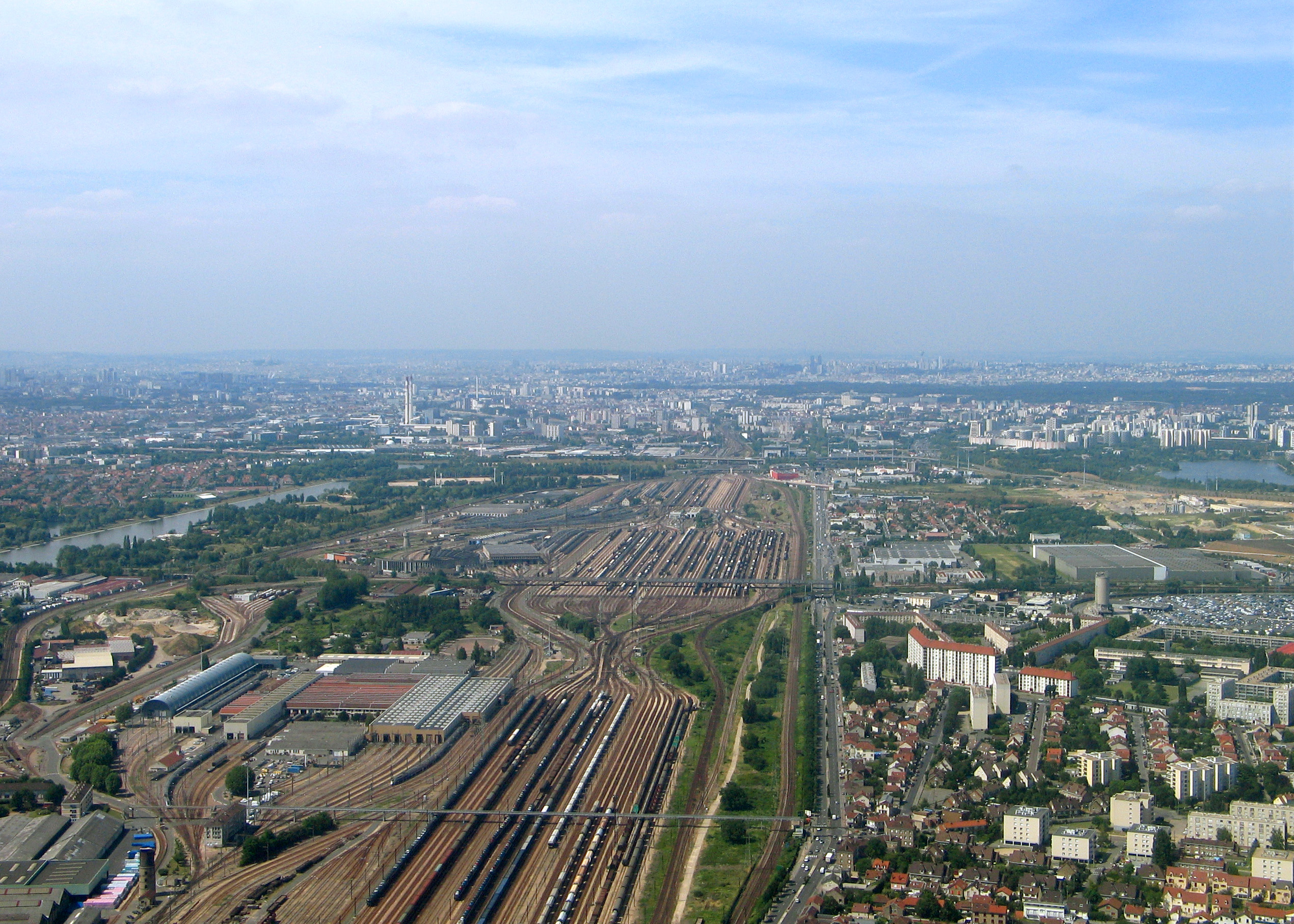
La gare de triage de Villeneuve-Saint-Georges, raccordée aux voies ferrées de Paris à Lyon et à la ligne de grande ceinture de Paris.

La commune est au centre d'un nœud ferroviaire, avec l'axe Paris - Lyon, et par la ligne de Grande Ceinture. Il y a aussi le dépôt de locomotives et de TGV du Sud-Est de l'Île-de-France, et une importante gare de triage.
Deux gares de la ligne D du RER desservent la commune : Villeneuve-Triage et Villeneuve-Saint-Georges.
Plusieurs lignes de transports en commun desservent la commune :
- les lignes 480 et 483 du réseau de bus de Seine Grand Orly ;
- les lignes 4115, 4116, 4134, et 4135 du réseau de bus Val d'Yerres Val de Seine ;
- les lignes 427, 428,429 (en période scolaire) et 450 du réseau de bus Marne et Seine ;
- les lignes Trans-Val-de-Marne (à distance, au carrefour Pompadour) et 182 du réseau de bus RATP ;
- les lignes N132, N134 et N135 du service de bus de nuit Noctilien.

#### Voies routières
La route nationale 6, gérée par le département de l'Essonne depuis 2022, traverse le centre de Villeneuve.

#### Câble 1
Le projet du Câble 1 (ex-Téléval) Créteil - Valenton - Limeil-Brévannes - Villeneuve-Saint-Georges est actuellement à l'étude. Cette liaison par téléphérique urbain de type télécabine pourrait relier le quartier du Bois Matar à la station de la ligne 8 du métro de Paris Pointe du Lac en quatorze minutes.

## Toponymie
Villa nova au VIIIe siècle, Villa nova Sancti Georgii.
En 960, la commune sera placée sous la protection de saint Georges, un chrétien mort en martyr à Cordoue, lorsque ses reliques venues d'Espagne seront données à l’abbaye de Saint-Germain-des-Prés.
Pendant la Révolution française, Villeneuve-Saint-Georges prendra le nom de Villeneuve-la-Montagne avant de reprendre son ancien nom.

## Histoire
L'histoire de la commune est connue grâce à l'ouvrage de deux historiens locaux,.

### Préhistoire et Antiquité
Villeneuve-Saint-Georges est occupée dès le Paléolithique et le Néolithique à la confluence de l'Yerres et de la Seine ainsi qu'à Triage, comme en témoignent les vestiges archéologiques. Francis Martin a trouvé de nombreux silex au XIXe siècle.
Après la bataille de Melun, Villeneuve est ensuite intégrée à l'Empire romain. C'est à ce moment-là qu'elle est nommée Villa Nova.

### Moyen Âge
Au Moyen Âge, elle est une possession de l'abbaye de Saint-Germain-des-Prés. Le nom de saint Georges est celui d'un chrétien qui périt en martyr à Cordoue pour avoir refusé de se convertir l'Islam. Les moines Usuard et Odilard ramenèrent ses restes en 858 et donnèrent son nom à la ville. Elle vit principalement de la viticulture et de l'agriculture. Elle est un lieu de passage très fréquenté par des rois, comme Saint Louis. Villeneuve possède une position particulière qui lui vaut d'être assiégée et pillée à de nombreuses reprises comme lors de la guerre de Cent Ans.

### Renaissance et Temps modernes

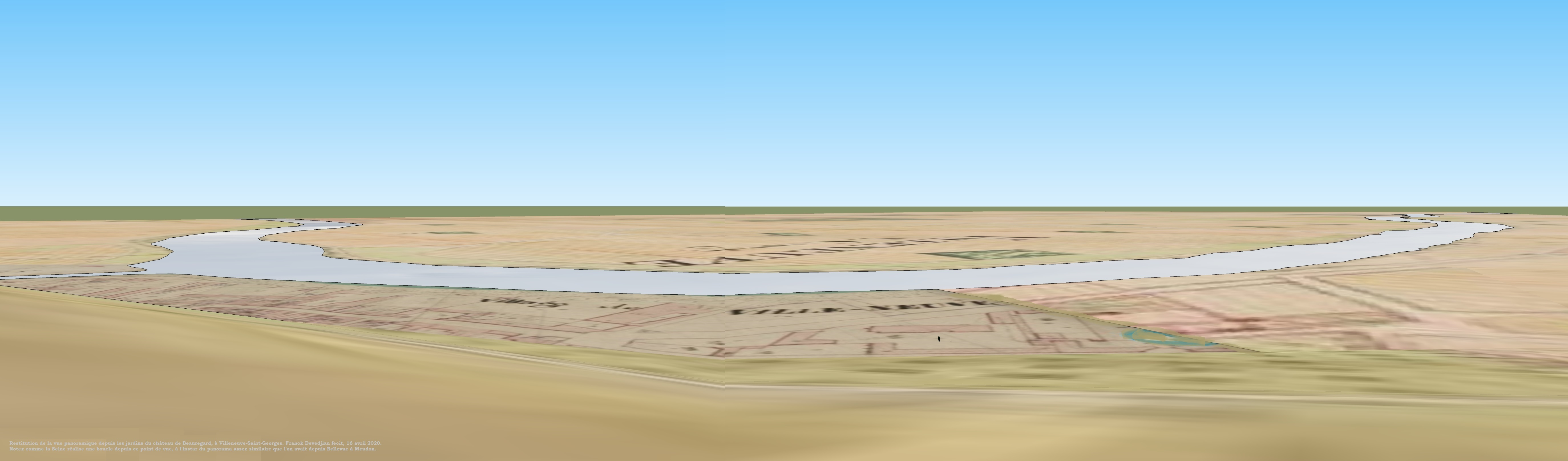
Vision panoramique sur la boucle de la Seine à Villeneuve-Saint-Georges au XVIIIe siècle, depuis les jardins du château de Beauregard.

Le 23 août 1590, afin de délivrer Paris assiégé, le capitaine Saint-Paul entre de force dans Villeneuve-Saint-Georges et passe au fil de l'épée 200 à 300 hommes qui y tenaient garnison au nom du Henri IV roi de Navarre.
Lors des temps modernes, Villeneuve devient une ville bourgeoise. Des demeures, comme les châteaux de Beauregard et Bellevue, sont construites et des personnalités viennent à Villeneuve, comme Henri IV, Catherine de Médicis ou Mme de Sévigné.
En 1652, une bataille entre l'armée royale dirigée par Turenne et Charles IV de Lorraine a lieu.

### Révolution etXIXesiècle
Lors de La Révolution, la garde nationale fut créée et l'église fut pillée. Peu après Villeneuve redevint une ville tranquille. De nombreuses personnes vinrent habiter à Villeneuve : des compositeurs (Boieldieu), des peintres (Francesco Casanova, Karl Joseph Kuwasseg) des naturalistes (Charles Athanase Walckenaer), des ministres (Victor Duruy), des céramistes (Jean-Paul Louis Chesnel-Larossière), des ambassadeurs (Louis-Jules Mancini-Mazarini)… De nombreuses personnalités, telles Napoléon, Joachim Murat et le prince Eugène, se sont aussi arrêtés à Villeneuve. Le fort de Villeneuve est construit à partir de 1876 pour protéger Paris en prévision d'une future guerre. L’implantation du chemin de fer en 1847 modifie la ville. Le village agricole devient très vite une cité ouvrière.

### XXesiècle

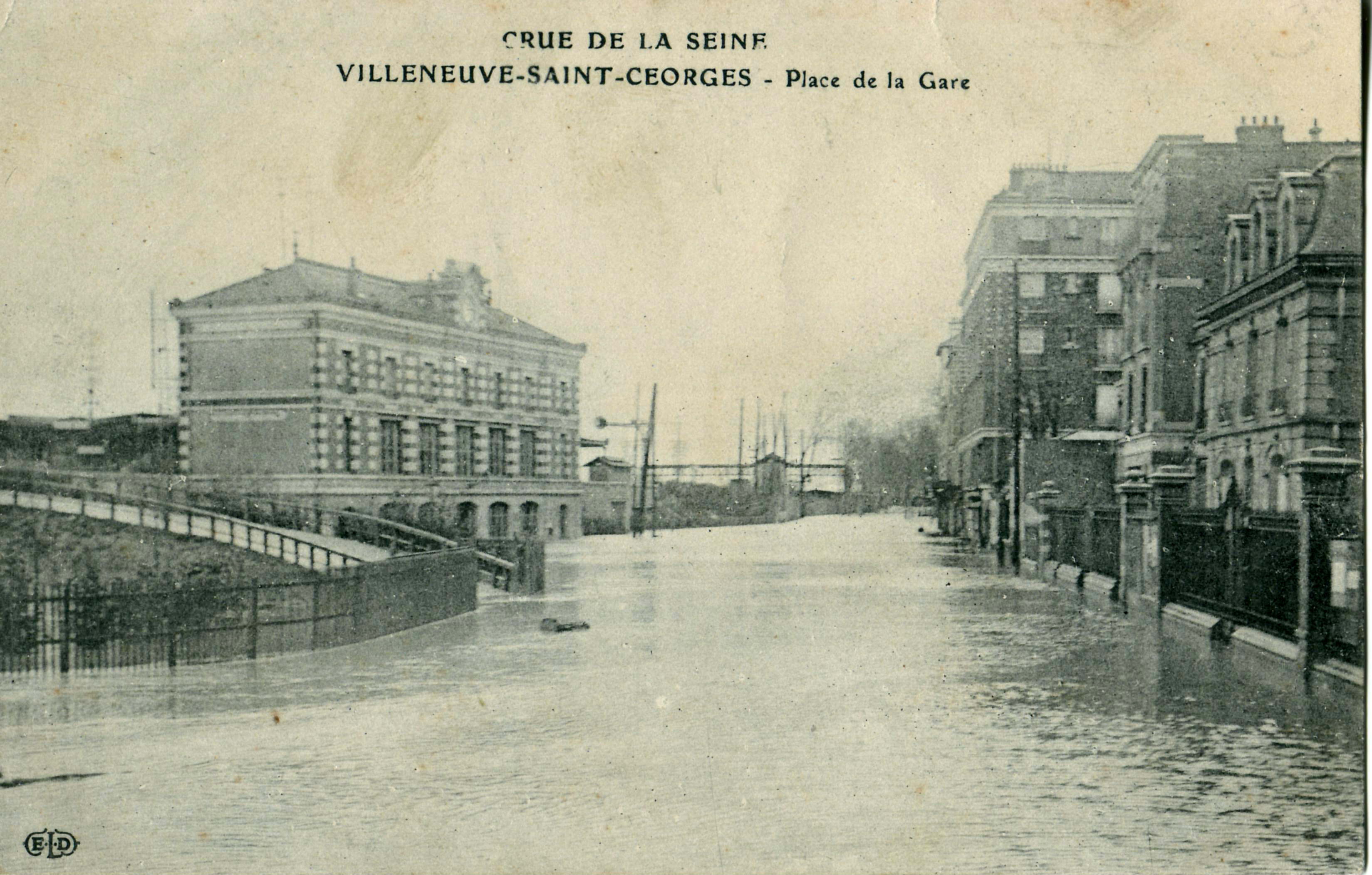
La place de la gare de Villeneuve-Saint-Georges, inondée lors de la crue de la Seine de 1910.

L’auberge Au réveil matin, dans la commune voisine de Montgeron, fut le lieu choisi pour la signature de la feuille d’engagement par les coureurs cyclistes de la première étape du premier Tour de France, le 1er juillet 1903. Mais le départ réel de l’étape sera donnée au-delà de la fourche faisant face à l’auberge soit sur Villeneuve-Saint-Georges.
À la veille de la Première Guerre mondiale, Villeneuve-Saint-Georges compte plus de 10 000 habitants. C'est la première ville cheminote du pays avec le plus grand triage d’Europe. Les ensembles du Foyer et des HBM sont construits à ce moment-là.
Le 30 juillet 1908, à la suite de l'appel à une grève générale de 24 heures lancé par la CGT pour demander la journée de 10 heures, le repos hebdomadaire, une augmentation de salaire et la fin du travail à la tâche, des milliers de manifestants se rassemblent à Vigneux et Draveil, puis convergent vers la ville où a lieu un affrontement violent avec la gendarmerie et la troupe. On relèvera quatre morts et plus de 200 blessés parmi les ouvriers, et 69 blessés du côté des forces de l'ordre,. Un odonyme local (« Place du 30-Juillet-1908 ») rappelle ces événements. Le lendemain, Georges Clemenceau ordonne l'arrestation de trente dirigeants de la CGT, dont son secrétaire général Victor Griffuelhes, pour neutraliser le syndicat.

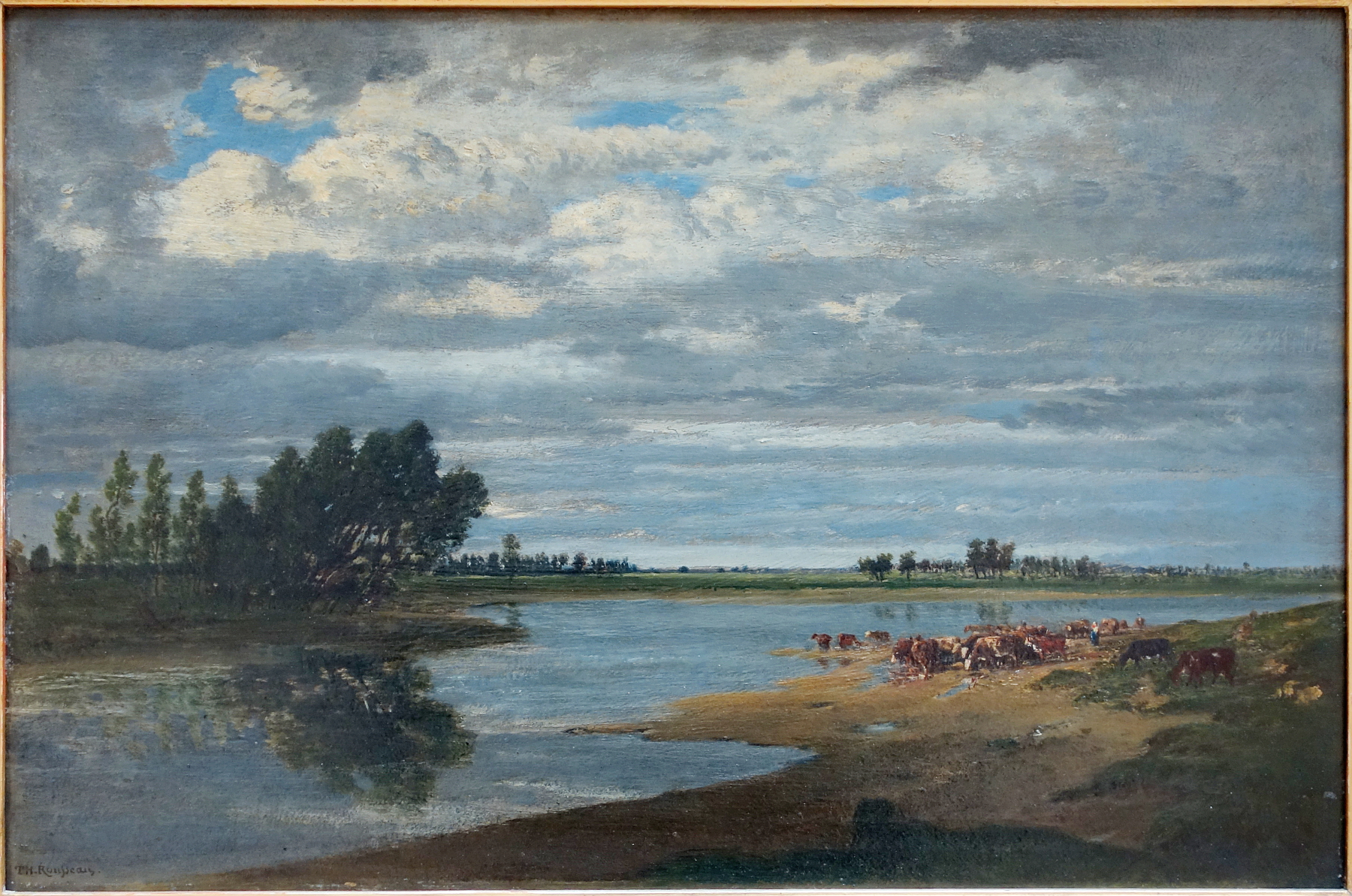
La Seine à Villeneuve-Saint-Georges
Théodore Rousseau (1812-1867)

Un tableau de Théodore Rousseau qui se trouvait au Palais des Beaux-Arts de Lille a été détruit en 1916
Pendant la Première Guerre mondiale, Villeneuve-Saint-Georges accueille le 232e Régiment d'infanterie territoriale (normalement caserné à Argentan). L'hôpital-école devient l'Hôpital auxiliaire de la société de secours aux blessés militaires (HASSBM) no 42, tandis que le groupe scolaire Ferry devient l'Hôpital auxiliaire de l'association des Dames de France (HAADF) no 248.
Après l'instauration des congés payés, au moment des grands départs en vacances, le déraillement du 30 juillet 1937 fait vingt-neuf morts et cent dix blessés à la bifurcation entre les lignes de Brunoy et de Corbeil.
Lors de la Seconde Guerre mondiale, la ville est bombardée par l'aviation alliée car la Wehrmacht utilise les installations ferroviaires. De nombreux Résistants sont aussi tués après le « sabotage de Triage ». Après ces événements, une nouvelle poussée démographique voit la construction des grands ensembles au quartier Nord et au Bois Matar,.
Au 1er janvier 1968, Villeneuve-Saint-Georges qui faisait jusqu'alors partie du département de Seine-et-Oise, devient l'une des communes du nouveau Val-de-Marne.

### Chronologie

#### Antiquité
- 52 av. J.-C. : Combat de Metiosedum (peut-être Melun) où les Gaulois combattent Labienus et les Romains, le nom de « Villa Nova » (Ville Nouvelle) est donné à Villeneuve-Saint-Georges après la victoire des Romains[35].

#### Moyen Âge et Renaissance
- IXe siècle : constructions du clocher de l'église Saint-George[36].
- IXe siècle : Villeneuve est acquis par l'abbaye de Saint-Germain-des-Prés.
- Xe siècle : Villa Nova (Villeneuve) devient Villa Nova Sancti Georgii (Villeneuve-Saint-Georges)[37].
- 1031 : Henri Ier de France infligea une défaite à la reine Constance d'Arles, sa mère, et à ses frères. Il devint roi de France grâce à cette victoire[38].
- 1204 : Philippe Auguste permit aux marchands de vin en provenance de Bourgogne de transporter leurs vins sans payer quoi que ce soit jusqu'à Villeneuve[39].
- 1244 : Saint Louis séjourna à Villeneuve.
- 1249 : les habitants de Villeneuve-Saint-Georges, de Crosne et de Valenton acquièrent de Thomas de Mauléon, abbé de Saint-Germain-des-Prés, au prix de 1 400 livres, l'exemption des impôts de taille et de formariage.
- 1255 : Saint Louis séjourna pour la deuxième fois à Villeneuve.
- 1257 : deux faux-monnayeurs furent pris à Villeneuve-Saint-Georges. Ils furent pendus dans la justice de l'abbaye de Saint-Germain-des-Prés, et furent réclamés comme justiciables du roi. Ils furent détachés du gibet des moines pour être rependus à celui des juges royaux ; mais l'abbaye ayant fait valoir ses droits devant le parlement, les voleurs furent retirés des gibets royaux et pendus une troisième fois à l'abbaye[40].
- 14-15 janvier 1302 : Philippe le Bel s'arrêta à Villeneuve sur la route du Gâtinais et de la Brie[41].
- 1310 : Philippe le Bel séjourna à Villeneuve[41].
- 25 février 1336 : Philippe VI s'arrêta à Villeneuve d'où il écrit une lettre au sieur de Guerlande[42].
- 13 janvier 1349 : Philippe VI séjourna à Villeneuve après la désastreuse bataille de Crécy.
- 1358 : Charles II de Navarre dit Charles le Mauvais (comte d'Évreux, roi de Navarre), à la tête de mercenaires met à sac Villeneuve-Saint-Georges[43].
- 1420 : le duc de Bourgogne pille et brule Villeneuve[44].
- 6 juin 1430 : les Villenevois battent les Anglais pendant la guerre de Cent Ans[45].
- 13 novembre 1474 : Louis XI rencontre Jean-Baptiste des Ursins, 39e grand maître de l'Ordre de Malte[46].
- 24-25 juin 1492 : les ambassadeurs de Venise (dont Zaccaria Contarini) séjournent à Villeneuve.
- Mars 1517 : François Ier de France séjourna à Villeneuve[47].
- 14 mars 1525 : un combat eut lieu entre les troupes du duc de Lorraine et les habitants de Villeneuve-Saint-Georges[47].
- 1562 : Villeneuve est ravagée par l'armée du prince de Condé, Louis Ier de Bourbon-Condé[48].
- 16 février 1568 : les troupes suisses, fuyant Paris, campent à Villeneuve[47].
- Février 1568 : Charles IX de France et Catherine de Médicis tinrent conseil à Villeneuve[47].
- 7 juillet 1589 : les troupes de la Ligue catholique, qui font le siège de Paris, occupent Villeneuve-Saint-Georges et ses alentours[49].
- 1590 : la ville est occupée par les Espagnols[50].

#### XVIIeetXVIIIesiècles
- 19 octobre 1609 : Louis XIII dîna à Villeneuve[50].
- 1640 : Nicolas Colbert de Vandière achète Beauregard[51].
- Juin 1652 : Charles IV de Lorraine campe dans les hauteurs de Villeneuve. Il fut attaqué par l'armée royale dirigée par Turenne et dut capituler[52].
- 1676-1677 : Madame de Sévigné séjourna dans la rue de Paris à l'auberge des Trois Rois[53].
- 1684 : le château de Belleplace est acheté par Jacques Gabriel, architecte des bâtiments du roi (ex. : château de Choisy)[54].
- 1er septembre 1692 : un ballet en l'honneur du Dauphin, fils de Louis XVI, qui séjourne au château de Beauregard est donné par monsieur Francine[55].
- 1720 : la route de Paris est aménagée en route royale.
- 1752 : les propriétés de Belleplace et de La Grille sont réunies[54].
- 1756 : le château de Bellevue est acheté par Joseph Dupleix de Bacquencourt[56].
- 1773 : construction des écuries du roi.
- 28 avril 1791 : les écuries du roi sont vendues.
- 5 août 1791 : Georgette Marie Magdelaine, la dernière cloche de l'église, est fondue et bénite[36],[57].
- 8 novembre 1791 : Les communes de Crosnes et Villeneuve demandent à être réunies[58].
- 1793 : l'église Saint-Georges est pillée.
- 1793 : Villeneuve-Saint-Georges prend le nom de Villeneuve-la-Montagne[59].
- 1795 : Villeneuve-la-Montagne reprend le nom de Villeneuve-Saint-Georges[59].

#### XIXesiècle
- 1814-1815 : Villeneuve-Saint-Georges est occupé par les armées alliées[60].
- 1815 : construction de la tombe de Nicolas Rey, chevalier.
- 20 février 1815 : création de la 1re compagnie de Sapeurs Pompiers de Villeneuve.
- 1819-1820 : François-Adrien Boieldieu vécut à Villeneuve et composa des extraits de La Dame Blanche[61].
- 1827 : la girafe envoyé par le vice-roi d'Égypte à Charles X est logée dans les écuries du château de Belleplace[62].
- 1830 : Louis-Philippe s'arrêta à Villeneuve[63].
- 1834 : le nouveau pont sur l'Yerres (la rivière) est inauguré[64].
- 1847 : constructions des chemins de fer à Villeneuve[22].
- 1854 : Victor Duruy achète la propriété au 10, rue du Moutier[65].
- 1856 : la comtesse Hanska achète le château de Beauregard[51].
- 1862 : découverte de 20 bustums (place vide sur laquelle on élevait un bûcher et on brûlait le corps).
- 1869-1870 : restauration de l'église Saint-Georges[66].
- 1870 : Villeneuve est occupée par les Prussiens.
- 1876 : début de la construction du fort de Villeneuve pour protéger Paris[27].
- 1876 : construction du presbytère par Jules Laroche.
- 12 mars 1882 : inauguration de la première école Jules-Ferry dans la rue Henri-Janin.
- 10 avril 1882 : mort de la comtesse Hanska.
- 25 novembre 1894 : mort de Victor Duruy.
- 1896 : installation de l'hôtel de ville au château de Beauregard<[67].
- 1898 : inauguration du 1er groupe de maisons du foyer (récompensé aux expositions universelles de 1900, 1905, 1910, 1912 et 1913)[68].

#### XXesiècle
- 27 mai 1900 : inauguration de la statue de Victor Duruy<ref« Duruy », sur Histoire de Villeneuve-Saint-Georges></ref>.
- 1902 : inauguration de la nouvelle école Jules-Ferry.
- 1903 : inauguration du groupe Paul-Bert à Triage.
- 30 juillet 1908 : pendant la grève de Draveil-Villeneuve-Saint-Georges, une fusillade entre cuirassiers et manifestants a lieu à la gare de Villeneuve-Saint-Georges après deux mois de grèves[69].
- 20 juin 1909 : le théâtre de verdure est inauguré[70],[71].
- 1910 : inondations de la Seine.
- 1913 : l'église Sainte-Geneviève est construite.
- 1918-1919 : la propriété de Belleplace est lotie.
- 1966 : La brigade de sapeurs pompiers de Paris (BSPP) s'installe dans le fort de Villeneuve.
- 1993-1994 : construction de la façade de l'église Notre-Dame-de-Lourdes[72].
- 7 octobre 2000 : inauguration de la statue du maréchal Juin.

## Politique et administration

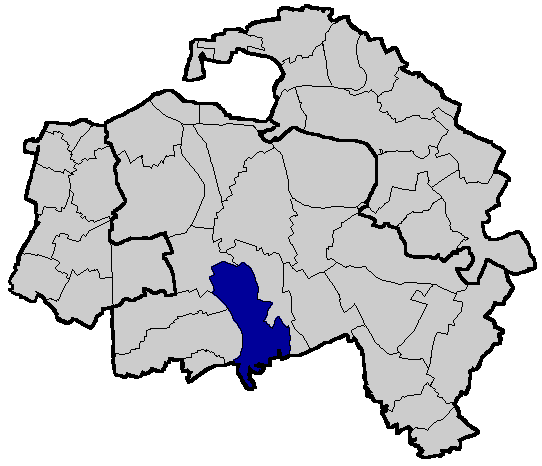
Localisation de Villeneuve-Saint-Georges dans le Val-de-Marne.

### Rattachements administratifs et électoraux

#### Rattachements administratifs
Antérieurement à la loi du 10 juillet 1964, la commune faisait partie du département de Seine-et-Oise. La réorganisation de la région parisienne en 1964 fit que la commune appartient désormais au département du Val-de-Marne et son arrondissement de Créteil, après un transfert administratif effectif au 1er janvier 1968.
Elle faisait partie de 1801 à 1919 du canton de Boissy-Saint-Léger, année où elle devient le chef-lieu du canton de Villeneuve-Saint-Georges. Ce canton est scindé par le décret du 24 décembre 1984 et la commune répartie entre le canton de Villeneuve-Saint-Georges et le canton de Valenton.. Dans le cadre du redécoupage cantonal de 2014 en France, cette circonscription administrative territoriale a disparu, et le canton n'est plus qu'une circonscription électorale.

#### Rattachements électoraux
Pour les élections départementales, et le cadre du redécoupage cantonal de 2014 en France, la commune est répartie entre, :

- le canton de Choisy-le-Roi, pour la partie « située à l'ouest d'une ligne définie par l'axe des voies et limites suivantes : depuis la limite territoriale de la commune de Valenton, avenue Winston-Churchill, rue de Paris, rue Bernard-Palissy, avenue Anatole-France, rue Ferrer-et-Siegfried, avenue de Valenton, jusqu'à la limite territoriale de la commune de Valenton ».

- le canton de Villeneuve-Saint-Georges, dont la ville est le bureau centralisateur, pour le surplus du territoire communal.
Pour l'élection des députés, elle fait partie depuis 1988 de la troisième circonscription du Val-de-Marne..

### Intercommunalité
Jusqu'en 2015, la ville n'était membre d'aucune intercommunalité à fiscalité propre.
Dans le cadre de la mise en œuvre de la volonté gouvernementale de favoriser le développement du centre de l'agglomération parisienne comme pôle mondial est créée, le 1er janvier 2016, la métropole du Grand Paris (MGP), dont la commune est membre.
La loi portant nouvelle organisation territoriale de la République du 7 août 2015 prévoit également la création de nouvelles structures administratives regroupant les communes membres de la métropole, constituées d'ensembles de plus de 300 000 habitants, et dotées de nombreuses compétences, les établissements publics territoriaux (EPT).
La commune a donc également été intégrée le 1er janvier 2016 à l'établissement public territorial Grand-Orly Seine Bièvre.

### Tendances politiques et résultats
Au second tour des élections municipales de 2014, la liste FG-PS-PRG menée par la maire sortante Sylvie Altman obtient la majorité absolue des suffrages exprimés, avec 3 835 voix (50,19 %, 30 conseillers municipaux élus), devançant de 30 voix celle UMP-UDI  menée par Philippe Gaudin — bénéficiant de la fusion de la liste FN du 1er tour menée par Dominique Joly —, qui a recueillie 3 805 voix (49,80 %, 9 conseillers municipaux élus). Lors de ce scrutin, 40,10 % des électeurs se sont abstenus.
Au second tour des élections municipales de 2020, la liste DVD menée par Philippe Gaudin obtient la majorité absolue des suffrages exprimés, avec 3 123 voix (61,67 %, 32 conseillers municipaux élus dont 1 métropolitain), devançant très largement celles menées respectivement par :
- Sylvie Altman, maire sortante (PCF-PS, qui bénéficiait de la fusion de la liste EELV[81], 1 398 voix, 27,61 %, 5 conseillers municipaux élus) ;
- Éric Colson  (UDI, 543 voix, 10,72 %, 2 conseillers municipaux élus).

Lors de ce scrutin marqué par la pandémie de Covid-19 et où la liste LFI-PG-GRS menée par Thierry Veca  s'était retirée, 61,56 % des électeurs se sont abstenus.
En novembre 2023, après trois années d'agitations au sein de l'équipe municipale, le maire Philippe Gaudin se voit retirer ses délégations lors d'un conseil municipal extraordinaire, et doit désormais convoquer des séances du conseil municipal fréquentes pour administrer au quotidien la ville,
Après un « salut nazi » effectué par Philippe Gaudin en conseil municipal en avril 2024, des conseillers municipaux démissionnent fin 2024, privant le conseil d'un tiers de ses membres, conduisant ainsi à l'organisation d'une élection municipale partielle les 26 janvier et 2 février 2025. Au second tour, la liste LR menée par Kristell Niasme, ancienne première adjointe, obtient 2 399 voix, soit 49,00 % des suffrages exprimés, devançant  largement les listes menées respectivement par, : 
- le député LFI Louis Boyard (1 897 voix, soit 38,75 %) ;
- le maire sortant Philippe Gaudin (600 voix, soit 12,25 %).

Lors de ce scrutin où les listes PCF, PS et LÉ du 1er tour menée par Daniel Henry, d'une part, et UDI-RE menée par Éric Colson, d'autre part, se sont retirées, 60,32 % des électeurs se sont abstenus.
Récapitulatif des résultats électoraux récents
| Scrutin             | 1er tour | 1er tour | 1er tour | 1er tour | 1er tour | 1er tour | 1er tour | 1er tour | 2d tour     | 2d tour     | 2d tour     | 2d tour     | 2d tour     | 2d tour     |
| Scrutin             | 1er      | %        | 2e       | %        | 3e       | %        | 4e       | %        | 1er         | %           | 2e          | %           | 3e          | %           |
| Régionales 2015     | FN       | 28,81    | PS       | 21,06    | DLF      | 13,22    | FG       | 12,41    | PS          | 46,95       | LR          | 27,77       | FN          | 25,29       |
| Présidentielle 2017 | LFI      | 32,56    | LREM     | 20,99    | FN       | 18,07    | LR       | 10,00    | LREM        | 71,22       | FN          | 28,78       | Pas de 3e   | Pas de 3e   |
| Législatives 2017   | LREM     | 33,50    | LFI      | 15,48    | FN       | 14,04    | LR       | 11,39    | LREM        | 56,59       | LR          | 43,41       | Pas de 3e   | Pas de 3e   |
| Européennes 2019    | RN       | 23,43    | LREM     | 16,75    | LFI      | 11,91    | EELV     | 9,61     | Tour unique | Tour unique | Tour unique | Tour unique | Tour unique | Tour unique |
| Municipales 2020    | DVD      | 33,46    | PCF      | 19,69    | UDI      | 10,85    | EELV     | 10,20    | DVD         | 61,67       | PCF         | 27,61       | UDI         | 10,72       |
| Régionales 2021     | LR       | 28,63    | RN       | 17,03    | LFI      | 13,79    | DVG      | 13,22    | LR          | 39,23       | EELV        | 34,99       | RN          | 14,99       |
| Présidentielle 2022 | LFI      | 46,19    | LREM     | 20,55    | RN       | 16,22    | REC      | 4,22     | LREM        | 66,24       | RN          | 33,76       | Pas de 3e   | Pas de 3e   |
| Législatives 2022   | LFI      | 40,17    | LREM     | 22,84    | RN       | 13,51    | LR       | 9,09     | LFI         | 62,36       | LREM        | 37,64       | Pas de 3e   | Pas de 3e   |
| Européennes 2024    | LFI      | 39,18    | RN       | 23,00    | RE       | 10,13    | PS       | 6,62     | Tour unique | Tour unique | Tour unique | Tour unique | Tour unique | Tour unique |
| Législatives 2024   | NFP      | 55,90    | UDR      | 21,36    | RE       | 15,89    | DIV      | 1,76     | NFP         | 61,16       | UDR         | 23,26       | RE          | 15,58       |
| Municipales 2025    | LFI      | 24,89    | LR       | 22,70    | NFP      | 20,70    | DVD      | 15,54    | LR          | 49,00       | LFI         | 38,75       | DVD         | 12,25       |
| ------------------- | -------- | -------- | -------- | -------- | -------- | -------- | -------- | -------- | ----------- | ----------- | ----------- | ----------- | ----------- | ----------- |

### Liste des maires
| Période      | Période                      | Identité                    | Étiquette | Qualité |
| ------------ | ---------------------------- | --------------------------- | --------- | --- |
| 1944         | 1946                         | Henri Janin                 | PCF       | Ajusteur-mécanicien Conseiller général de Villeneuve-Saint-Georges (1937 → 1940 et 1945 → 1946) Décédé en fonction                              |
| 1946         | 1947                         | Charles Benoist             | PCF       | Cheminot Député de Seine-et-Oise (1936 → 1940 et 1945 → 1958)                                                                                   |
| 1947         | 1957                         | Roger Vermot-Desroches      | PCF       | Administrateur de l'hôpital Maire de Seloncourt (1925 → 1929 et 1931 → 1935)                                                                    |
| 1957         | 1977                         | Marius Faïsse               | SFIO      | Cheminot Conseiller général de Villeneuve-Saint-Georges (1964 → 1967, 1985 → 1993)                                                              |
| 1977         | 1983                         | Roger Gaudon                | PCF       | Ouvrier pelletier Sénateur du Val-de-Marne (1968 → 1977)                                                                                        |
| 1983         | 1989                         | Marius Faïsse               | UDF-PSD   | Cheminot Conseiller général de Villeneuve-Saint-Georges (1964 → 1967, 1985 → 1993)                                                              |
| 1989         | 1995                         | Roger-Gérard Schwartzenberg | PRG       | Député du Val-de-Marne (3e circ.) (1986 → 2007 et 2012 → 2017) Secrétaire d’État (1983 → 1986)                                                  |
| 1995         | 2001                         | Roger Grésil                | UDF       | Chef d'entreprise d'imprimerie |
| mars 2001,   | juillet 2001                 | Roger-Gérard Schwartzenberg | PRG       | Député du Val-de-Marne (3e circ.) (1986 → 2007 et 2012 → 2017) Ministre (2000 → 2002) Démissionnaire à la suite de sa nomination comme ministre |
| juillet 2001 | mai 2002                     | Gérard Racine               | PRG       | Inspecteur de l'Éducation nationale Démissionnaire                                                                                              |
| mai 2002     | mars 2008                    | Roger-Gérard Schwartzenberg | PRG       | Député du Val-de-Marne (3e circ.) (1986 → 2007 et 2012 → 2017)                                                                                  |
| mars 2008    | juillet 2020                 | Sylvie Altman               | PCF       | Attachée principale territoriale Conseillère régionale d'Île-de-France (1998 → 2015) Chevalier de l'ordre national du Mérite                    |
| juillet 2020 | février 2025                 | Philippe Gaudin             | DVD       | Cadre retraité Vice-président du SyAGE (2020 → 2024 ) Mandat écourté par la démission d'une partie du conseil municipal                         |
| février 2025 | En cours (au 8 février 2025) | Kristell Niasme             | LR        | Formatrice en informatique Conseillère départementale de Choisy-le-Roi (2021 → )                                                                |

### Jumelages
Villeneuve est jumelée avec Kornwestheim (Allemagne) et Eastleigh (Angleterre).

## Équipements et services publics

### Espaces publics
Villeneuve a obtenu une fleur au concours des villes et villages fleuris en 2010 et une deuxième en 2016.

### Enseignement

#### Maternelles et écoles primaires
- école Anatole-France (primaire)
- école Anne Sylvestre (primaire)
- école Berthelot (primaire)
- école Condorcet (primaire)
- école Jean-de-La Fontaine
- école Jean-Zay (maternelle)
- école Jules-Ferry (primaire)
- école Marc-Seguin (primaire)
- école Paul-Bert
- école Paul-Vaillant-Couturier
- école Saint-Exupéry
- école Victor-Duruy
- école ÉducActive[111]

#### Collèges et lycées
- collège Pierre-Brossolette
- collège Jules-Ferry
- collège Roland-Garros
- collège EducActive[112]
- lycée François-Arago
- lycée ÉducActive[113]

À la rentrée 2007/2008, le nombre d’élèves scolarisé était de 6 206.

### Santé
Villeneuve-Saint-Georges possède un hôpital intercommunal avec un pôle femmes-enfants, une clinique, la clinique du Docteur-Boyer, la résidence de Beauregard et la résidence des vignes.

### Équipements culturels
- La ville possède un conservatoire qui est le château de Bellevue. Les instruments enseignés sont le piano, l'accordéon, l'alto, le violoncelle, la guitare, la clarinette, la flûte traversière, le saxophone, la trompette, les percussions classiques, la batterie, la guitare jazz et la guitare basse, le violon, l'alto, la basse. Il y a aussi différents ensembles : ensemble de flûtes, ensemble de guitares, ensemble d'accordéons, orchestre et musique de chambre. On peut encore y faire du chant, de la chorale et de la danse (classique, jazz, claquettes, contemporaine, stretching), du théâtre[116] et de la comédie musicale.
- Théâtre[117], près de l'avenue Carnot.
- Espace d'exposition André-Bouquet[118], situé près du théâtre consacré à des expositions de peintures, de sculptures. Il a été ouvert en 1980.
- Villeneuve possède deux bibliothèques : la bibliothèque René-Fallet et la bibliothèque Jean-Ferrat. Dans ces bibliothèques, des cercles littéraire et philosophique ont été créés.

### Équipements sportifs
Sur le plateau se trouvent les stades Clément-Ader A et B. Il y a aussi le stade SNCF et une piscine.

### Justice, sécurité, secours et défense
Villeneuve possède un poste de police ainsi qu’une caserne des sapeurs-pompiers de Paris et le centre d'instruction des sapeurs pompiers au fort de Villeneuve.

## Population et société
Les habitants sont appelés les Villeneuvois.

### Démographie
L'évolution du nombre d'habitants est connue à travers les recensements de la population effectués dans la commune depuis 1793. Pour les communes de plus de 10 000 habitants les recensements ont lieu chaque année à la suite d'une enquête par sondage auprès d'un échantillon d'adresses représentant 8 % de leurs logements, contrairement aux autres communes qui ont un recensement réel tous les cinq ans,.

En 2022, la commune comptait 36 170 habitants, en évolution de +9,72 % par rapport à 2016 (Val-de-Marne : +3 %, France hors Mayotte : +2,11 %).
| 1793  | 1800 | 1806 | 1821 | 1831  | 1836  | 1841  | 1846  | 1851  |
| ----- | ---- | ---- | ---- | ----- | ----- | ----- | ----- | ----- |
| 1 088 | 939  | 964  | 953  | 1 090 | 1 083 | 1 035 | 1 071 | 1 069 |

| 1856  | 1861  | 1866  | 1872  | 1876  | 1881  | 1886  | 1891  | 1896  |
| ----- | ----- | ----- | ----- | ----- | ----- | ----- | ----- | ----- |
| 1 031 | 1 069 | 1 758 | 1 627 | 2 262 | 2 588 | 4 315 | 5 193 | 6 485 |

| 1901  | 1906  | 1911   | 1921   | 1926   | 1931   | 1936   | 1946   | 1954   |
| ----- | ----- | ------ | ------ | ------ | ------ | ------ | ------ | ------ |
| 8 178 | 9 661 | 11 393 | 14 034 | 16 477 | 19 625 | 21 237 | 18 299 | 21 596 |

| 1962   | 1968   | 1975   | 1982   | 1990   | 1999   | 2006   | 2011   | 2016   |
| ------ | ------ | ------ | ------ | ------ | ------ | ------ | ------ | ------ |
| 28 091 | 30 467 | 31 664 | 28 119 | 26 952 | 28 361 | 30 450 | 32 767 | 32 966 |

| 2021   | 2022   | - | - | - | - | - | - | - |
| ------ | ------ | - | - | - | - | - | - | - |
| 35 492 | 36 170 | - | - | - | - | - | - | - |

### Cultes
On trouve dans cette ville les différentes composantes religieuses que l'on trouve en France. Les Catholiques ont actuellement cinq lieux de cultes : l'église Notre-Dame-de-Lourdes (av. Anatole France), la chapelle Saint-Louis (quartier nord), la chapelle Saint-Joseph (plateau), l'église Sainte-Geneviève (Triage) et l'église Saint-Georges (la plus ancienne). Les communautés protestantes, juives y sont aussi présentes par différents lieux de cultes.
- L'église Saint-Georges (XIIe-XVIe), dont le clocher date du IXe siècle[123].
- L'église Sainte-Geneviève à Villeneuve-Triage et bâtie en 1913.
- L'église Notre-Dame-de-Lourdes, ouverte en 1924[72].
- Le presbytère, construit au XIXe siècle[124].
- Le cimetière, avec les tombes de Victor Duruy et Alexandre-Nicolas Rey et les monuments aux morts.

## Économie

### Revenus de la population et fiscalité
Ancienne cité ouvrière, Villeneuve-Saint-Georges s’est développée autour de son imposante gare SNCF de triage, avant de subir les affres de la désindustrialisation.
En 2011, le revenu fiscal médian par ménage était de 23 835 €, ce qui plaçait Villeneuve-Saint-Georges au 26 669e rang ex-æquo parmi les 31 886 communes de plus de 49 ménages en métropole, ainsi qu'au dernier rang des communes du Val-de-Marne.

## Culture locale et patrimoine

### Lieux et monuments
- Les châteaux
  - Le château de Beauregard (XIXe siècle), qui a appartenu à la comtesse de Hanska.
  - Le château de Belleplace (XVIIe siècle)
  - Le château de Bellevue (XVIIe siècle), avec son tableau La reine aux Tuileries de J.-B. Bondoux[56]. Qui est maintenant le conservatoire de VSG.
- Les maisons et immeubles
  - L'appartement de Madame de Sévigné dans la rue de Paris.
  - La maison de Mme de Pompadour
  - La maison de Victor Duruy
  - Les immeubles no 31 et 33 rue Henri-Janin (XIXe – XXe siècle), avec la statue de saint Georges.
  - L'immeuble de style Art nouveau (1907) dans la rue de Paris.
  - Le no 25 rue de Paris (XVIIe) et son escalier de style Louis XIV.
- Les ensembles d'habitations
  - Le foyer villeneuvois (XIXe – XXe siècle)[68].
  - Les HBM (XXe siècle), ancêtres des HLM
- Les mairies
  - Les anciennes écuries du roi (XVIIe siècle) .
  - La maison de la Seigneurie au no 8 place Solférino (XVIIe – XVIIIe siècle).
- Le patrimoine ferroviaire
  - La rotonde de Villeneuve
  - La Pacific 231 K 8, machine de l'association MFPN (matériel ferroviaire du patrimoine national)
- Les ponts et moulins
  - Le pont sur l'Yerres (XIXe siècle).

### Héraldique, logotype et devise
| Blason de Villeneuve-Saint-Georges | Blason  | D'azur à saint Georges monté sur un cheval terrassant un dragon couché, le tout contourné d'argent, à la champagne aussi d'azur chargée d'un écusson cousu de sable mouvant en pointe de la partition, surchargé de trois besants d'argent et accompagné de trois fleurs de lys d'or. Devise / CriSicut Sequena, semper ad planum revertor (Comme la Seine, je reviens toujours à mon niveau). |
| Blason de Villeneuve-Saint-Georges | Détails | Le statut officiel du blason reste à déterminer. |

## Pour approfondir